# Uco van Wijk
Uco van Wijk (* 20. Mai 1924 in Yogyakarta; † 10. August 1966 in Washington, D.C.) war ein niederländischer Astronom.

## Leben
Uco van Wijk wurde am 20. Mai 1924 in Yogyakarta, einer Stadt im Zentrum der indonesischen Insel Java, die damals unter niederländischer Kolonialherrschaft stand, als Sohn eines Mathematiklehrers geboren. Nach dem Besuch der High School in Bandung ging er im Dezember 1941 in die USA, um an der Harvard University Astronomie zu studieren. Das war kurz vor der japanischen Invasion Südostasiens, in deren Verlauf beide Eltern umkamen. Während des Zweiten Weltkrieges diente er in der niederländischen Armee und wurde als Zivilrichter in Neuguinea eingesetzt. Nach dem Krieg ging er zurück nach Harvard und schloss 1948 sein Studium ab. Dann arbeitete von 1950 bis 1951 mit  Bart J. Bok am Boyden Observatory in Südafrika und nahm anschließend eine Dozentenstelle in Harvard an, wo er zehn Jahre lang blieb.
1952 wurde er mit der Dissertation Various applications of the virial theorem to the dynamics of galactic clusters (Verschiedene Anwendungen des Virialsatzes auf die Dynamik galaktischer Sternhaufen) unter Bok promoviert.
Im Jahre 1961 wechselte er als erster Professor für Astronomie an die Universität von Maryland, diese Stelle hatte er bis zu seinem Lebensende inne. Er war für den Entwurf des Teleskops der Universitätssternwarte verantwortlich.
Van Wijks astronomische Interessen betrafen vor allem die Dynamik von Sternhaufen, wie auch das oben genannte Thema seiner Dissertation zeigt. Er arbeitete zudem über photoelektrische Helligkeiten und eine von ihm aufgestellte Reihe solcher Helligkeiten in der Großen Magellanschen Wolke ist als die Van-Wijk-Reihe bekannt.
Van Wijk war mit Dora Shapley, einer Nichte des Astronomen Harlow Shapley, verheiratet. Während seiner Zeit in Neuguinea hatte er sich mit Malaria infiziert. An den Spätfolgen starb er am 10. August 1966 nach einer mehrere Wochen andauernden Erkrankung in Washington, D. C. im Alter von 42 Jahren.

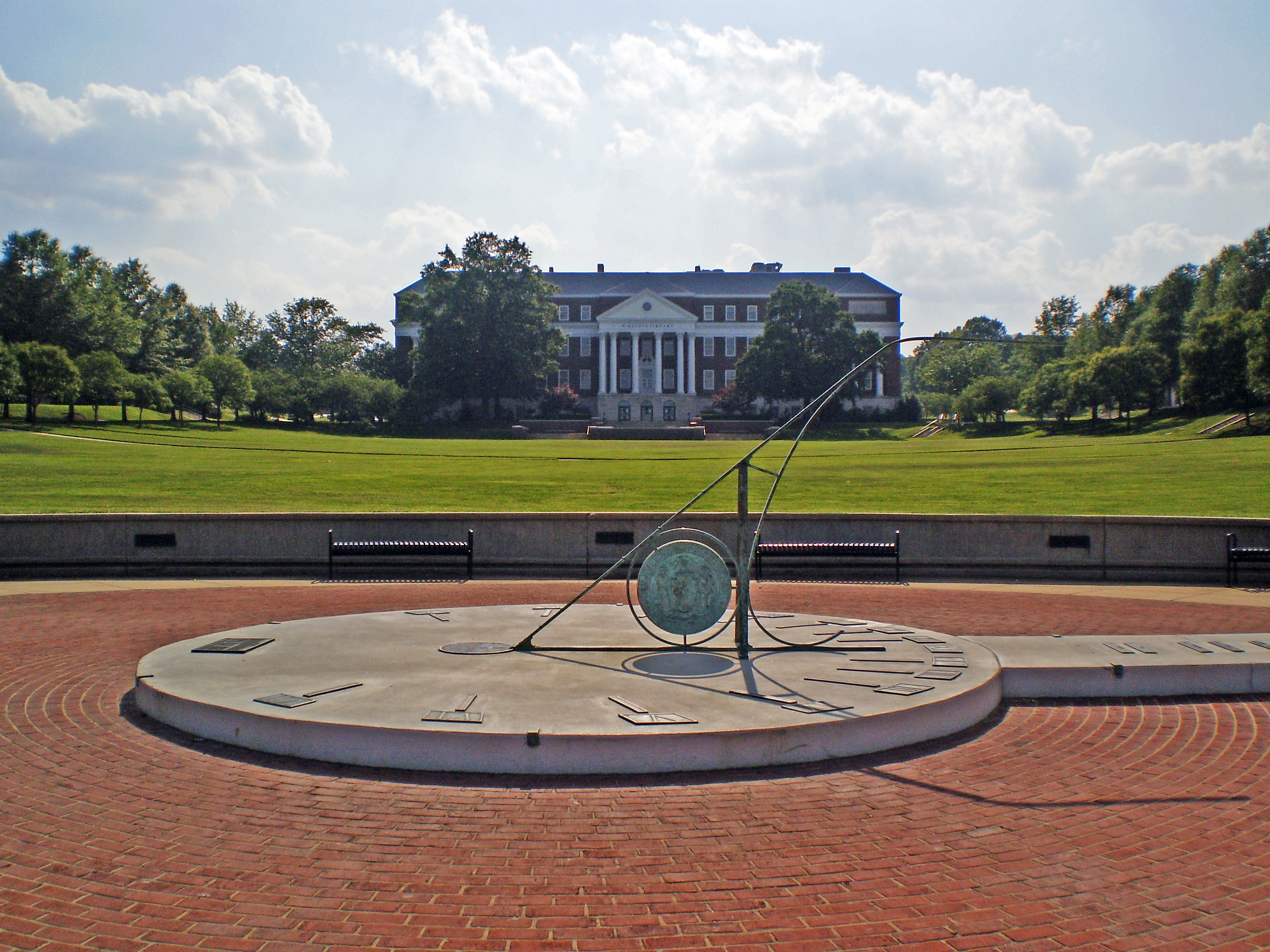
Die Sonnenuhr auf dem Campusgelände der Universität von Maryland

## Ehrungen
- Am 13. März 1964 wurde Uco van Wijk als Fellow in die Royal Astronomical Society aufgenommen.[9]
- 1965 wurde zu Ehren van Wijks eine Sonnenuhr auf dem Campusgelände der Universität von Maryland errichtet.[10]
- Die astronomische Bibliothek der Universität von Maryland trägt den Namen Uco Van Wijk Memorial Library.[11]
- Im Jahre 1970 benannte die Internationale Astronomische Union den Mondkrater Van Wijk offiziell nach Uco Van Wijk.[12]